# Biška vas
Biška vas este o localitate din comuna Mirna Peč, Slovenia, cu o populație de 119 locuitori.